# Emil-von-Behring-Gymnasium
Das Emil-von-Behring-Gymnasium (kurz: EvBG) ist ein Naturwissenschaftlich-Technologisches und Sprachliches Gymnasium in Spardorf bei Erlangen. Es wurde nach dem Bakteriologen Emil Adolf von Behring benannt.
In dem zu Beginn der 1970er Jahre errichteten Funktionsbau aus Stahlbeton sind neben dem Gymnasium auch die Ernst-Penzoldt-Mittelschule, ein Schwimmbad und eine Mensa untergebracht.
Ein Förderkreis des Emil-von-Behring-Gymnasiums Spardorf e. V. besteht seit 1970. Das Gymnasium ist eine Partnerschule der Fraunhofer-Gesellschaft zur Förderung der angewandten Forschung e. V.

## Projekte
Das Gymnasium nahm von 1998 bis 2001 als Pilotschule zusammen mit vier „Netzwerkschulen“ am Modellversuch SINUS teil, der nach dem schlechten Abschneiden der Bundesrepublik bei TIMSS von der Bund-Länder-Kommission für Bildungsplanung und Forschungsförderung (BLK) zur „Effizienzsteigerung im Chemieunterricht“ durchgeführt wurde.

## Bekannte ehemalige Lehrer
- Helmut Haberkamm, Anglist, Germanist, Schriftsteller
- Jean-Pol Martin, Didaktiker, Begründer der Methode Lernen durch Lehren
- Peter März, Historiker und Direktor der Bayerischen Landeszentrale für politische Bildungsarbeit
- Harald Winter, bildender Künstler

## Bekannte ehemalige Schüler
- Doris Matthäus, Grafikerin
- Katrin Müller-Hohenstein, Radio- und Fernsehmoderatorin
- Marius Strangl, Fußballspieler
- Mirjam Novak, Schauspielerin
- Nadja Pries, elffache deutsche Meisterin im BMX
- Matthias Fischbach, Politiker
- Johannes Thiemann, Basketballspieler